# Heliophanus deserticola
Heliophanus deserticola är en spindelart som beskrevs av Simon 1901. Heliophanus deserticola ingår i släktet Heliophanus och familjen hoppspindlar. Inga underarter finns listade i Catalogue of Life.